# Вайнвилльские убийства

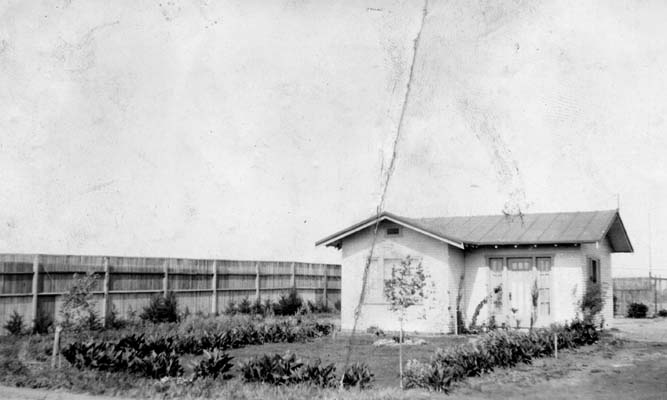
Ранчо Норткотта в Вайнвилле

Вайнвилльские убийства в курятнике (англ. Wineville Chicken Coop Murders), также известные как Вайнвилльские куриные убийства (англ. Wineville Chicken Murders) — серия похищений и убийств четырёх мальчиков в Лос-Анджелесе и округе Риверсайд штата Калифорния, совершённых в 1928 году. Похищения привлекли внимание общественности США, а события, связанные с ними, привели к разоблачению коррупции в полицейском департаменте Лос-Анджелеса.

## Показания Сэнфорда Кларка
В 1926 году 19-летний Гордон Стюарт Норткотт забрал, с разрешения его родителей, своего 13-летнего племянника Сэнфорда Уэсли Кларка (англ. Sanford Wesley Clark) из его дома в Саскатуне в канадской провинции Саскачеван и перевёз его на своё ранчо в статистически обособленной местности Вайнвилле (ныне Мира-Лома) в округе Риверсайд, где подвергал подростка физическому и сексуальному насилию. В августе 1928 года сестра Сэнфорда, 19-летняя Джесси Кларк, посетила брата на ранчо Норткотта и в одну из ночей тот рассказал ей о своём положении, а затем с ужасом добавил, что Гордон похитил и убил четырёх мальчиков. В Канаду Джесси вернулась спустя неделю и тут же проинформировала американское консульство, которое затем обратилось в Департамент полиции Лос-Анджелеса с соответствующей жалобой от Джесси. В департаменте, изучая жалобу Джесси, обнаружили, что Сэнфорд пересёк границу с некоторыми нарушениями, и поэтому обратились в Иммиграционную службу США.
31 августа 1928 года два инспектора этой службы, Джадсон Шоу и Джордж Скаллорн, прибыли на ранчо Норкотта. Сам Норкотт, увидев, как инспекторы подъезжают к ранчо, ошибочно принял их за полицейских, и, пригрозив Сэнфорду, что застрелит того, велел последнему задержать инспекторов, а сам сбежал в близлежащий лес. Сэнфорд два часа под надуманными предлогами дурил инспекторов и лишь когда тем удалось убедить его, что они смогут его защитить, он позволил им взять себя под стражу. В полиции Сэнфорд рассказал шокирующую историю о том, что его дядя Гордон, его бабушка Сара Луиза (мать Гордона) и сам Сэнфорд под их давлением убили трёх маленьких мальчиков, которых Гордон перед этим похитил и насиловал. Сэнфорд сообщил, что для уничтожения тел использовалась негашёная известь, а останки закапывались на территории ранчо. Полиция нашла захоронения именно там, где указал Сэнфорд, но тел в них не оказалось, так как Норткотт, узнав, что мальчик арестован и полиция ищет его, заблаговременно выкопал останки и отвёз их в пустыню, где они окончательно разложились. Тем не менее в захоронениях были обнаружены кровь, частицы волос и костей. При обыске ранчо были найдены также топоры с пятнами крови. Сам же Гордон Норткотт бежал вместе с матерью в Канаду, где и был арестован близ Вернона (провинция Британская Колумбия).
Со слов Сэнфорда, всё началось в тот же 1928 год. Сначала Норткотт застрелил из винтовки 22-го калибра некоего мексиканского мальчика, который, как и Сэнфорд, был подручным на ранчо Гордона. Сэнфорд и Сара в его убийстве не участвовали, но позже Гордон заставил Сэнфорда обезглавить уже мёртвое тело и сжечь голову в печи, а потом раздробить череп. Сам Гордон позже во время следствия признался, что, не найдя другого подходящего места, он оставил обезглавленное тело в канаве возле дороги неподалёку от Ла-Пуэнто. Полиция обнаружила тело 8 февраля 1928 года.
Затем в марте Норкотт похитил предположительно 9-летнего Уолтера Коллинза, который тоже был убит. И наконец в мае он похитил братьев 12-летнего Льюиса и 10-летнего Нельсона Уинслоу, которые, предположительно, стали последними жертвами Норкотта до его бегства с ранчо.

## Следствие и суд

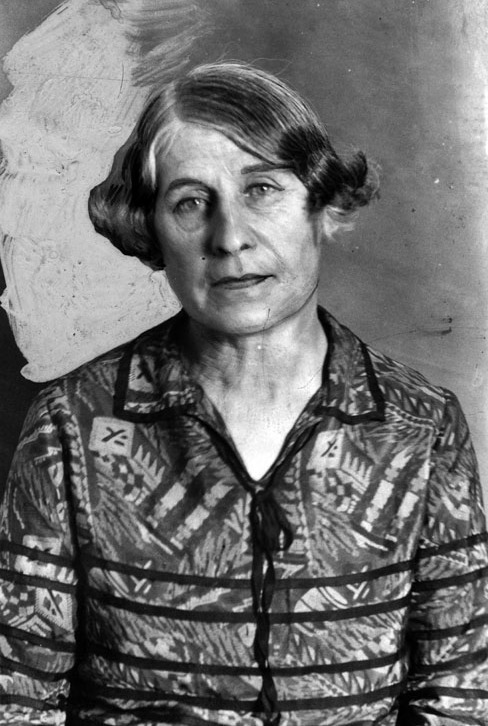
Сара Луиза Норткотт — мать и соучастница преступлений Гордона Норткотта

Двое из убитых мальчиков были опознаны как Льюис и Нельсон Уинслоу (10 и 12 лет соответственно), пропавшие без вести в Помоне 16 мая 1928 года. Третьим мальчиком предположительно являлся 9-летний Уолтер Коллинз, который исчез в Лос-Анджелесе 10 марта того же года. Четвёртый мальчик-мексиканец официально так и не был идентифицирован — сам Гордон позже в своём письменном признании назвал этого мальчика Элвином Готея (Alvin Gothea), но полиция так и не смогла подтвердить его личность, поэтому в материалах дела он значился как «Безголовый мексиканец».
Канадская полиция арестовала Гордона Стюарта Норткотта и его мать 19 сентября 1928 года, но из-за ошибок в документах они были депортированы в Лос-Анджелес только 30 ноября. Сара Норткотт первоначально призналась в убийстве Коллинза, но потом отказалась от своих слов, как и Гордон, который сознался ранее в убийстве более чем пятерых детей, но потом начал отказываться от своих показаний. На суде он вёл себя вызывающе и в конечном итоге поочерёдно отказался от услуг трёх адвокатов.
В итоге Сара Норткотт взяла на себя вину в убийстве Уолтера Коллинза и 31 декабря 1928 года была приговорена к пожизненному заключению. Она отбывала срок в государственной тюрьме «Техачапи», откуда была условно освобождена менее 12 лет спустя. Во время вынесения приговора Сара утверждала, что её сын невиновен, и сделала ряд странных заявлений относительно его происхождения. В частности она говорила, что Гордон на самом деле сын английского дворянина, что она бабушка Гордона, а сам он — результат инцеста между её мужем Джорджем и их дочерью Винифред. Она также заявила, что в детстве Гордон был подвергнут сексуальному насилию со стороны всех членов семьи. Из её показаний следовало, что она сама фактически руководила Гордоном. По её словам, когда они прибыли в Канаду, Гордон находился в таком отчаянии от содеянного, что готов был признаться во всём вагонному проводнику. Сара Луиза Норткотт умерла в 1944 году.
Хотя было принято считать, что Гордон Норткотт принимал участие в убийстве Уолтера Коллинза, но поскольку его мать уже призналась и была приговорена за убийство Уолтера, государственный обвинитель не мог предъявлять какие-либо обвинения против Гордона. Предполагалось, что число жертв Гордона могло составлять 20 человек, но полиция штата Калифорния не смогла представить суду убедительные доказательства, чтобы поддержать эту версию, и в конечном счёте обвинительный акт против Гордона содержал только убийства неопознанного мексиканского мальчика и братьев Уинслоу.
Судебное заседание, на котором председательствовал судья Джордж Р. Фриман, длилось 27 дней и завершилось 8 февраля 1929 года, где Норткотт окончательно был признан виновным в убийстве неопознанного мальчика-мексиканца и братьев Уинслоу. 13 февраля 1929 года Гордону Норткотту был вынесен приговор — смертная казнь через повешение. Казнь состоялась 2 октября 1930 года в тюрьме «Сан-Квентин».

## Участники событий

### Гордон Стюарт Норткотт

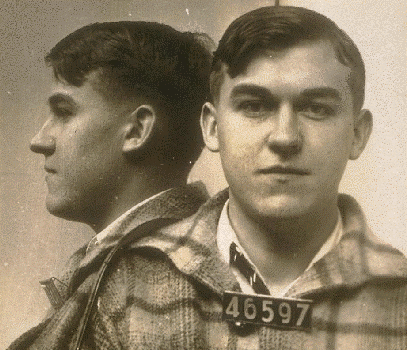
Гордон Стюарт Норткотт под следствием

Гордон Стюарт Норткотт родился в деревне Бледворт в канадской провинции Саскачеван в семье Сары Лузи Коуфроп и Джорджа Сайруса Норкотта, но вырос в Британской Колумбии. У него были сестра Винифред и брат Джон. В 1924 году он переехал в пригород Лос-Анджелеса вместе со своими родителями. Позже Норткотт купил земельный участок в Вайнвилле, Калифорния, где устроил птицеводческое хозяйство и построил дом с помощью отца, у которого был строительный бизнес, и племянника Сэнфорда Кларка. Во время следствия Норткотт утверждал, что похитил неопределённое число мальчиков и насиловал их на своём ранчо. Как правило, после этого он отводил детей домой и иногда даже позволял им самим уходить, пользуясь тем, что все мальчики похищались им из разных мест (никогда из одного места дважды) и до этого совершенно не были с ним знакомы. Ходили слухи, что Норткотт «арендовал» своих жертв у богатых южнокалифорнийских педофилов, но никаких доказательств этого обнаружено не было.
Об убийстве Уолтера Коллинза было известно лишь со слов Сэнфорда Кларка. Через несколько дней после похищения Уолтера Норткотту позвонила Сара, которая сообщила ему, что собирается приехать на ранчо на несколько дней. Дорога заняла у неё приблизительно час, сам Уолтер к приезду Сары был заперт в курятнике, однако, вследствие предшествующих в их семье инцидентов, Сара хорошо знала, что её сын был педофилом, и поэтому ей показались подозрительным и сам курятник, и просьба Гордона держаться от здания подальше. В какой-то момент Сара всё же обнаружила Уолтера. Со слов Сэнфорда, выяснилось, что в случае с Коллинзом Гордон совершил ошибку: в отличие от предыдущих детей Уолтер Коллинз уже общался с Гордоном до похищения (это произошло в супермаркете, где Уолтер и приглянулся Гордону) и, соответственно, мог опознать его.
Поскольку Уолтер действительно мог выдать Норткотта, Сара сказала сыну, что мальчик знает слишком много и его нужно немедленно «заставить замолчать». Сэнфорд Кларк позже засвидетельствовал, что Сара решила, что в убийстве Уолтера Коллинза они должны участвовать все вместе, втроём, потому что тогда никто не вздумает пойти в полицию с доносом. Гордон Норткотт предлагал использовать пистолет, но Сара побоялась, что шум привлечёт соседей. В качестве орудия убийства был, наконец, выбран тупой конец рукоятки топора, которую пустили в ход, когда Уолтер спал на койке в курятнике. Гордон, Сара и Сэнфорд по очереди нанесли Уолтеру удары, каждый из которых был смертельным. Аналогичным способом они позже расправились и с братьями Уинслоу.

#### Семья Норткотт
|                                                          |                                                          |                                                          |                                                          |                                                          |                                                          |  |  |                                                              |                                                              | Сара Луиза Норткотт (Караторп) (1869 — 21 ноября 1944)       | Сара Луиза Норткотт (Караторп) (1869 — 21 ноября 1944)       | Сара Луиза Норткотт (Караторп) (1869 — 21 ноября 1944)       | Сара Луиза Норткотт (Караторп) (1869 — 21 ноября 1944)       | Сара Луиза Норткотт (Караторп) (1869 — 21 ноября 1944) | Сара Луиза Норткотт (Караторп) (1869 — 21 ноября 1944) |                                                           |                                                           |                                                           |                                                           |                                                           |                                                           | Джордж Сайрус Норткотт (18 сентября 1866 — апрель 1944) | Джордж Сайрус Норткотт (18 сентября 1866 — апрель 1944) | Джордж Сайрус Норткотт (18 сентября 1866 — апрель 1944) | Джордж Сайрус Норткотт (18 сентября 1866 — апрель 1944) | Джордж Сайрус Норткотт (18 сентября 1866 — апрель 1944) | Джордж Сайрус Норткотт (18 сентября 1866 — апрель 1944) |                                                         |                                                         |  |  |            |            |            |            |            |            |
|                                                          |                                                          |                                                          |                                                          |                                                          |                                                          |  |  |                                                              |                                                              | Сара Луиза Норткотт (Караторп) (1869 — 21 ноября 1944)       | Сара Луиза Норткотт (Караторп) (1869 — 21 ноября 1944)       | Сара Луиза Норткотт (Караторп) (1869 — 21 ноября 1944)       | Сара Луиза Норткотт (Караторп) (1869 — 21 ноября 1944)       | Сара Луиза Норткотт (Караторп) (1869 — 21 ноября 1944) | Сара Луиза Норткотт (Караторп) (1869 — 21 ноября 1944) |                                                           |                                                           |                                                           |                                                           |                                                           |                                                           | Джордж Сайрус Норткотт (18 сентября 1866 — апрель 1944) | Джордж Сайрус Норткотт (18 сентября 1866 — апрель 1944) | Джордж Сайрус Норткотт (18 сентября 1866 — апрель 1944) | Джордж Сайрус Норткотт (18 сентября 1866 — апрель 1944) | Джордж Сайрус Норткотт (18 сентября 1866 — апрель 1944) | Джордж Сайрус Норткотт (18 сентября 1866 — апрель 1944) |                                                         |                                                         |  |  |            |            |            |            |            |            |
|                                                          |                                                          |                                                          |                                                          |                                                          |                                                          |  |  |                                                              |                                                              |                                                              |                                                              |                                                              |                                                              |                                                        |                                                        |                                                           |                                                           |                                                           |                                                           |                                                           |                                                           |                                                         |                                                         |                                                         |                                                         |                                                         |                                                         |                                                         |                                                         |  |  |            |            |            |            |            |            |
|                                                          |                                                          |                                                          |                                                          |                                                          |                                                          |  |  |                                                              |                                                              |                                                              |                                                              |                                                              |                                                              |                                                        |                                                        |                                                           |                                                           |                                                           |                                                           |                                                           |                                                           |                                                         |                                                         |                                                         |                                                         |                                                         |                                                         |                                                         |                                                         |  |  |            |            |            |            |            |            |
|                                                          |                                                          |                                                          |                                                          |                                                          |                                                          |  |  | Джон Уэсли Кларк (30 сентября 1874 — 24 июня 1957)           | Джон Уэсли Кларк (30 сентября 1874 — 24 июня 1957)           | Джон Уэсли Кларк (30 сентября 1874 — 24 июня 1957)           | Джон Уэсли Кларк (30 сентября 1874 — 24 июня 1957)           | Джон Уэсли Кларк (30 сентября 1874 — 24 июня 1957)           | Джон Уэсли Кларк (30 сентября 1874 — 24 июня 1957)           |                                                        |                                                        | Луза Винифред Норткотт-Кларк (23 июня 1888 — 1 июня 1968) | Луза Винифред Норткотт-Кларк (23 июня 1888 — 1 июня 1968) | Луза Винифред Норткотт-Кларк (23 июня 1888 — 1 июня 1968) | Луза Винифред Норткотт-Кларк (23 июня 1888 — 1 июня 1968) | Луза Винифред Норткотт-Кларк (23 июня 1888 — 1 июня 1968) | Луза Винифред Норткотт-Кларк (23 июня 1888 — 1 июня 1968) |                                                         |                                                         | Гордон Стюарт Норткотт (9 ноября 1906 – 2 октября 1930) | Гордон Стюарт Норткотт (9 ноября 1906 – 2 октября 1930) | Гордон Стюарт Норткотт (9 ноября 1906 – 2 октября 1930) | Гордон Стюарт Норткотт (9 ноября 1906 – 2 октября 1930) | Гордон Стюарт Норткотт (9 ноября 1906 – 2 октября 1930) | Гордон Стюарт Норткотт (9 ноября 1906 – 2 октября 1930) |  |  |            |            |            |            |            |            |
|                                                          |                                                          |                                                          |                                                          |                                                          |                                                          |  |  | Джон Уэсли Кларк (30 сентября 1874 — 24 июня 1957)           | Джон Уэсли Кларк (30 сентября 1874 — 24 июня 1957)           | Джон Уэсли Кларк (30 сентября 1874 — 24 июня 1957)           | Джон Уэсли Кларк (30 сентября 1874 — 24 июня 1957)           | Джон Уэсли Кларк (30 сентября 1874 — 24 июня 1957)           | Джон Уэсли Кларк (30 сентября 1874 — 24 июня 1957)           |                                                        |                                                        | Луза Винифред Норткотт-Кларк (23 июня 1888 — 1 июня 1968) | Луза Винифред Норткотт-Кларк (23 июня 1888 — 1 июня 1968) | Луза Винифред Норткотт-Кларк (23 июня 1888 — 1 июня 1968) | Луза Винифред Норткотт-Кларк (23 июня 1888 — 1 июня 1968) | Луза Винифред Норткотт-Кларк (23 июня 1888 — 1 июня 1968) | Луза Винифред Норткотт-Кларк (23 июня 1888 — 1 июня 1968) |                                                         |                                                         | Гордон Стюарт Норткотт (9 ноября 1906 – 2 октября 1930) | Гордон Стюарт Норткотт (9 ноября 1906 – 2 октября 1930) | Гордон Стюарт Норткотт (9 ноября 1906 – 2 октября 1930) | Гордон Стюарт Норткотт (9 ноября 1906 – 2 октября 1930) | Гордон Стюарт Норткотт (9 ноября 1906 – 2 октября 1930) | Гордон Стюарт Норткотт (9 ноября 1906 – 2 октября 1930) |  |  |            |            |            |            |            |            |
|                                                          |                                                          |                                                          |                                                          |                                                          |                                                          |  |  |                                                              |                                                              |                                                              |                                                              |                                                              |                                                              |                                                        |                                                        |                                                           |                                                           |                                                           |                                                           |                                                           |                                                           |                                                         |                                                         |                                                         |                                                         |                                                         |                                                         |                                                         |                                                         |  |  |            |            |            |            |            |            |
|                                                          |                                                          |                                                          |                                                          |                                                          |                                                          |  |  |                                                              |                                                              |                                                              |                                                              |                                                              |                                                              |                                                        |                                                        |                                                           |                                                           |                                                           |                                                           |                                                           |                                                           |                                                         |                                                         |                                                         |                                                         |                                                         |                                                         |                                                         |                                                         |  |  |            |            |            |            |            |            |
| Джесси Винифред Кларк-Руис (13 мая 1909 — 9 апреля 1991) | Джесси Винифред Кларк-Руис (13 мая 1909 — 9 апреля 1991) | Джесси Винифред Кларк-Руис (13 мая 1909 — 9 апреля 1991) | Джесси Винифред Кларк-Руис (13 мая 1909 — 9 апреля 1991) | Джесси Винифред Кларк-Руис (13 мая 1909 — 9 апреля 1991) | Джесси Винифред Кларк-Руис (13 мая 1909 — 9 апреля 1991) |  |  | Джун Кэтлин Мак-Киннес-Кларк (9 июня 1914 — 8 сентября 1996) | Джун Кэтлин Мак-Киннес-Кларк (9 июня 1914 — 8 сентября 1996) | Джун Кэтлин Мак-Киннес-Кларк (9 июня 1914 — 8 сентября 1996) | Джун Кэтлин Мак-Киннес-Кларк (9 июня 1914 — 8 сентября 1996) | Джун Кэтлин Мак-Киннес-Кларк (9 июня 1914 — 8 сентября 1996) | Джун Кэтлин Мак-Киннес-Кларк (9 июня 1914 — 8 сентября 1996) |                                                        |                                                        | Сэнфорд Уэсли Кларк (1 марта 1913 – 20 июня 1991)         | Сэнфорд Уэсли Кларк (1 марта 1913 – 20 июня 1991)         | Сэнфорд Уэсли Кларк (1 марта 1913 – 20 июня 1991)         | Сэнфорд Уэсли Кларк (1 марта 1913 – 20 июня 1991)         | Сэнфорд Уэсли Кларк (1 марта 1913 – 20 июня 1991)         | Сэнфорд Уэсли Кларк (1 марта 1913 – 20 июня 1991)         |                                                         |                                                         | Кеннет Кларк                                            | Кеннет Кларк                                            | Кеннет Кларк                                            | Кеннет Кларк                                            | Кеннет Кларк                                            | Кеннет Кларк                                            |  |  | Эдди Кларк | Эдди Кларк | Эдди Кларк | Эдди Кларк | Эдди Кларк | Эдди Кларк |
| Джесси Винифред Кларк-Руис (13 мая 1909 — 9 апреля 1991) | Джесси Винифред Кларк-Руис (13 мая 1909 — 9 апреля 1991) | Джесси Винифред Кларк-Руис (13 мая 1909 — 9 апреля 1991) | Джесси Винифред Кларк-Руис (13 мая 1909 — 9 апреля 1991) | Джесси Винифред Кларк-Руис (13 мая 1909 — 9 апреля 1991) | Джесси Винифред Кларк-Руис (13 мая 1909 — 9 апреля 1991) |  |  | Джун Кэтлин Мак-Киннес-Кларк (9 июня 1914 — 8 сентября 1996) | Джун Кэтлин Мак-Киннес-Кларк (9 июня 1914 — 8 сентября 1996) | Джун Кэтлин Мак-Киннес-Кларк (9 июня 1914 — 8 сентября 1996) | Джун Кэтлин Мак-Киннес-Кларк (9 июня 1914 — 8 сентября 1996) | Джун Кэтлин Мак-Киннес-Кларк (9 июня 1914 — 8 сентября 1996) | Джун Кэтлин Мак-Киннес-Кларк (9 июня 1914 — 8 сентября 1996) |                                                        |                                                        | Сэнфорд Уэсли Кларк (1 марта 1913 – 20 июня 1991)         | Сэнфорд Уэсли Кларк (1 марта 1913 – 20 июня 1991)         | Сэнфорд Уэсли Кларк (1 марта 1913 – 20 июня 1991)         | Сэнфорд Уэсли Кларк (1 марта 1913 – 20 июня 1991)         | Сэнфорд Уэсли Кларк (1 марта 1913 – 20 июня 1991)         | Сэнфорд Уэсли Кларк (1 марта 1913 – 20 июня 1991)         |                                                         |                                                         | Кеннет Кларк                                            | Кеннет Кларк                                            | Кеннет Кларк                                            | Кеннет Кларк                                            | Кеннет Кларк                                            | Кеннет Кларк                                            |  |  | Эдди Кларк | Эдди Кларк | Эдди Кларк | Эдди Кларк | Эдди Кларк | Эдди Кларк |
|                                                          |                                                          |                                                          |                                                          |                                                          |                                                          |  |  |                                                              |                                                              |                                                              |                                                              |                                                              |                                                              |                                                        |                                                        |                                                           |                                                           |                                                           |                                                           |                                                           |                                                           |                                                         |                                                         |                                                         |                                                         |                                                         |                                                         |                                                         |                                                         |  |  |            |            |            |            |            |            |
|                                                          |                                                          |                                                          |                                                          |                                                          |                                                          |  |  |                                                              |                                                              |                                                              |                                                              |                                                              |                                                              |                                                        |                                                        |                                                           |                                                           |                                                           |                                                           |                                                           |                                                           |                                                         |                                                         |                                                         |                                                         |                                                         |                                                         |                                                         |                                                         |  |  |            |            |            |            |            |            |
|                                                          |                                                          |                                                          |                                                          |                                                          |                                                          |  |  | Джерри Кларк                                                 | Джерри Кларк                                                 | Джерри Кларк                                                 | Джерри Кларк                                                 | Джерри Кларк                                                 | Джерри Кларк                                                 |                                                        |                                                        | Роберт Кларк                                              | Роберт Кларк                                              | Роберт Кларк                                              | Роберт Кларк                                              | Роберт Кларк                                              | Роберт Кларк                                              |                                                         |                                                         |                                                         |                                                         |                                                         |                                                         |                                                         |                                                         |  |  |            |            |            |            |            |            |

### Сэнфорд Кларк

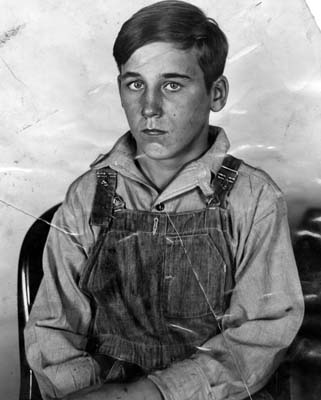
Сэнфорд Уэсли Кларк (1 марта 1913 — 20 июня 1991), один из мальчиков, ставший жертвой Гордона Норткотта и принуждённый им совершить убийства других мальчиков

Находясь на ферме дяди и будучи запуганным им же, Сэнфорд, отправляя домой письма, не сообщал в них, что с ним на самом деле происходит, из-за чего его старшая сестра Джесси подозрительно отнеслась к слишком радужным письмам брата, поэтому она приехала туда на несколько дней погостить. Хотя Джесси так толком ничего и не заметила, её очень сильно напугало поведение Норткотта, а однажды ночью Сэнфорду удалось сообщить ей тайком небольшую часть правды, и, чтобы увезти его оттуда, Джесси сообщила обо всём американскому консульству.
Сэнфорда Кларка никогда не судили за эти убийства, потому что помощник окружного прокурора Лойял С. Келли твёрдо был уверен, что Сэнфорд невинная жертва, действующая под угрозами и сексуальным насилием Гордона, и что добровольным участником преступлений он точно не являлся. Келли удалось уговорить Сэнфорда подписать контракт о направлении его в Уиттьерскую школу для мальчиков (позже переименованную в Исправительное учреждение Фреда С. Нелльса для молодёжи), где тогда полным ходом шла экспериментальная программа для малолетних правонарушителей. Келли заверил Сэнфорда, что эта школа поможет ему полностью восстановиться. Изначально по контракту Сэнфорд был приговорён к пяти годам пребывания в этой школе, но позже его наказание было сокращено до 23 месяцев, так как по словам руководства школы Сэнфорд произвёл на них впечатление своим характером, навыками работы и личным желанием жить рабочей жизнью в течение оставшихся трёх лет. После выпуска из школы «наказание» Сэнфорда, назначенное окружным прокурором, считалось выполненным, и поэтому Сэнфорд вернулся обратно в Канаду, где всю оставшуюся жизнь придерживался наставления Келли, который на прощание напутствовал его использовать данный шанс так, чтобы его реабилитация не прошла даром. В целом окружной прокурор Лойял С. Келли, Уиттьерская школа, жена Джун, сын Джерри и сестра Джесси помогли ему в дальнейшем полностью излечиться от физических и эмоциональных травм, нанесённых Гордоном Норткоттом.
Сэнфорд участвовал во Второй мировой войне, а затем в течение 28 лет работал в канадской почтовой службе. Он женился на Джун Кэтлин Макиннз (9 июня 1914 — 8 сентября 1996), и они вместе усыновили и вырастили двух мальчиков. Джун и Сэнфорд прожили вместе 55 лет и были активными членами различных общественных организаций. Сэнфорд Уэсли Кларк умер в 1991 в возрасте 78 лет, и был похоронен на Саскатунском кладбище в Вудлауне.

### Кристин и Уолтер Коллинзы
Уолтер Джеймс Коллинз-старший (англ. Walter James Collins, Sr.; 1 февраля 1890 — 18 августа 1932)

Кристин Ида Данн Коллинз (англ. Christine Ida Dunne Collins; 14 декабря 1888 — 8 декабря 1964)

Уолтер Джеймс Коллинз-младший (23 сентября 1918 — март 1928), предположительно убитый в девять лет.
Кристин родилась в семье Клары Хорн (1851—1923) и Фрэнсиса Данна (1839—1912). Мать была иммигранткой из Англии, отец — из Ирландии. У Кристин было несколько сестёр и один брат. Фрэнсис был судоводителем и семья какое-то время жила на Гавайях и в Калифорнии, прежде чем осесть в Сиэтле, но Кристин к тому моменту приняла решение поселиться в Калифорнии, где она родилась. Там она пошла работать в телефонную компанию, где в конечном итоге дослужилась до диспетчера. В какой-то момент она встретила мошенника и грабителя по имени Уолтер Энсон (который в дальнейшем использовал псевдонимы Уолтера Коллинза или Конрада Коллинза), который работал водителем трамвая. Они поженились, поселившись в лос-анджелесском районе Линкольн-Хайтс, и в 1918 году у них родился сын Уолтер. В 1923 году Уолтер-старший, за которым числилось восемь вооружённых ограблений, был приговорён к пребыванию в калифорнийской тюрьме Фолсом.
10 марта 1928 года его сын, девятилетний Уолтер Коллинз, исчез по дороге в местный театр, куда шёл один. Первоначально полиция решила, что мальчика похитили враги Уолтера-старшего. Прорабатывая эту версию, полицейские обыскали окрестные озёра, но тело мальчика так и не нашли.

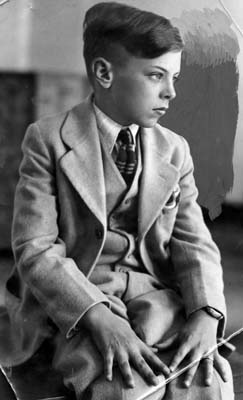
Артур Хатчинс, выдававший себя за Уолтера Коллинза

В отличие от других жертв Норкотта, исчезновение Уолтера Коллинза привлекло общенациональное внимание, но несмотря на то, что полицейское управление Лос-Анджелеса бросило на это дело около сотни сотрудников, расследование не продвигалось. Спустя пять месяцев после исчезновения Уолтера, когда общественность Лос-Анджелеса уже начала активно критиковать полицию города и оказывать на неё общественное давление, внезапно в Де-Калбе в Иллинойсе объявился мальчик, называвший себя Уолтером Коллинзом. Коллинз заплатила 70 долларов, чтобы мальчика вернули обратно в Лос-Анджелес. Воссоединение Кристин с мальчиком было организовано лос-анджелесской полицией, которая надеялась таким образом дезавуировать все негативные отзывы, которые были высказаны в их адрес, пока они расследовали это дело. Полиция также надеялась, что данный случай отвлечёт внимание прессы от коррупции, которой была запятнана репутация отдела по расследованию убийств. Однако при встрече Кристин заявила, что этот мальчик не Уолтер. Капитан полиции, расследующий это дело, Джей Джей Джонс (англ. J. J. Jones) посоветовал ей не делать скоропалительных выводов, а отвести мальчика к себе домой на несколько недель, чтобы там уже окончательно всё обдумать, и Коллинз, переживавшая сильное эмоциональное истощение, согласилась.
Три недели спустя Кристин Коллинз пришла к Джонсу и продолжила настаивать, что этот мальчик не её сын. При себе она имела свидетельства стоматологов и показания её знакомых, которые тоже отказались признать в мальчике Уолтера. Тогда Джонс поместил Коллинз в психиатрическое отделение Окружной больницы Лос-Анджелеса с диагнозом «Код 12», под которым в то время сажали в тюрьмы и лечебницы людей, считавшихся опасными для общества. Через пять дней после заключения Кристин Коллинз капитан Джонс допросил мальчика, и тот признался, что на самом деле он 12-летний Артур Джейкоб Хатчинс (англ. Arthur Jacob Hutchins) из Айовы, который сбежал из дома. Выяснилось, что какой-то бродяга в придорожном иллинойсском кафе обратил внимание Хатчинса на его схожесть с пропавшим Уолтером. У мальчика же была мечта добраться до Голливуда, чтобы увидеть там своего любимого актёра Тома Микса, и поэтому он решил прикинуться Уолтером Коллинзом. Спустя десять дней после признания Хатчинса Кристин Коллинз была освобождена из психиатрической лечебницы и тут же начала судебный процесс против полицейского управления Лос-Анджелеса. История, основанная на этих событиях, описана в фильме «Подмена» (2008), только там Хатчинс признаётся в обмане уже после освобождения Коллинз.
Сэнфорд Кларк также не смог опознать в Хатчинсе Уолтера Коллинза.
В конечном счёте 13 сентября 1930 года Кристин Коллинз выиграла судебный процесс против капитана Джонса и должна была получить компенсацию в размере 10 800 долларов (на 2010 год приблизительно 138 000 долларов), которую Джонс ей не выплатил.

#### Повторные поиски Уолтера Коллинза

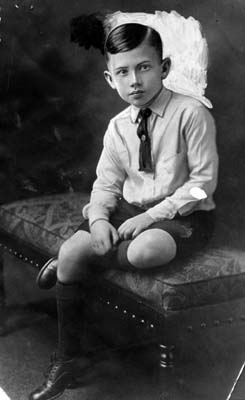
Уолтер Коллинз в возрасте 7 лет

Когда 7 декабря 1928 года Гордон Норткотт был депортирован из Канады в Государственный тюремный госпиталь Риверсайда и дал там первое интервью, у Кристин Коллинз появилась (по личным причинам) надежда на то, что её сын может быть ещё жив. На суде она спросила Норткотта, правда ли, что он убил её сына, и в ответ получила признание, в котором не было никакой логики, а правда была смешана с ложью, из чего Коллинз сделала вывод, что Норткотт безумен. Поскольку Норткотт, по его утверждениям, не мог вспомнить, встречал ли он Уолтера, и не мог вспомнить, убивал ли он его, Кристин надеялась, что её сын всё ещё жив. В октябре 1930 года Гордон Норткотт послал Кристин Коллинз телеграмму, в которой утверждал, что врал, когда говорил, что среди его жертв был её Уолтер. За несколько часов до казни Норткотта в тюрьме Сан-Квентин Коллинз стала первой женщиной, которая более чем за 30 лет получила разрешение посетить серийного убийцу накануне его казни. Он пообещал сказать ей правду, если она приедет к нему лично, но когда она приехала, стал уклоняться от встречи. «Я не хочу видеть вас, — сказал он, — я ничего не знаю об этом, я не виновен». По словам прессы, хотя Кристин Коллинз была этим очень оскорблена, слова Норткотта немного успокоили её, так как его неоднозначные ответы и отказ вспоминать такие детали, как одежда Уолтера или цвет его глаз, укрепили её надежду на возвращение сына.

#### Мальчик, который говорил о спасении Уолтера
Спустя пять лет после казни Норткотта, по сообщениям прессы, якобы объявился мальчик, пропавший за семь лет до этого, а поскольку его исчезновение пришлось на период преступлений Норткотта, то выдвигалась версия, что он тоже мог быть среди похищенных им детей. Хотя в первоначальных докладах и высказывалось предположение, что Норткотт убил около двадцати детей, не было найдено никаких доказательств для этих утверждений. Сэнфорд Кларк в своих показаниях говорил, что во время его пребывания на ранчо там содержалось только три мальчика и никто из них не сбегал. Полицейские отчеты и показания убийц также указывают, что только три мальчика когда-либо содержались в курятнике на ранчо Норткотта — Уолтер Коллинз, Льюис и Нельсон Уинслоу, которые все были убиты.

#### Частично опознанное тело
Во время расследования полиция нашла следы трёх могил, на которые указал Сэнфорд Кларк, а в них 51 фрагмент человеческих тел. И хотя целиком тело Уолтера Коллинза так и не было найдено, свидетельские показания Сэнфорда, которые он дал на слушании приговора его бабушке, заставили власти штата Калифорния официально решить, что Уолтер мёртв. Те останки, что предположительно принадлежали Уолтеру, никогда не использовались в качестве доказательств против Норткотта, поскольку его мать Сара к тому моменту уже призналась и была осуждена за убийство этого мальчика.
И, поскольку полностью тело Уолтера так и не было обнаружено, Кристин Коллинз решила, что её сын действительно жив, и продолжала разыскивать его весь остаток жизни, но умерла, так и не узнав его судьбу. Последним упоминанием про Кристин Коллинз является небольшая газетная заметка, датируемая 1941 годом, когда она в Верховном Суде попыталась отсудить у капитана Джонса (к тому моменту он уже был в отставке) 15 562 доллара. Отец мальчика Уолтер-старший умер в 1932 году, так и не выйдя из тюрьмы, и поэтому был похоронен на тюремном кладбище.

### Артур Джейкоб Хатчинс
Артур Джейкоб Хатчинс-мл. (20 декабря 1916—1954) родился в Анамозе в Айове у Лэйделы Фостелл Озбёрн (1901—1925) и Артура Хатчинса (22 февраля 1895 — 27 марта 1958), у него был старший брат Фрэнсис, который умер при рождении, 26 января 1916 года. В 1933 году Артур Хатчинс написал 25-страничное признание о том, как и почему он исполнил роль пропавшего мальчика (в конце 2008 журналу People удалось заполучить эти листки). Его мать умерла, когда ему было девять лет, и через какое-то время Артур-старший женился на Вайолет Питерсон (1 января 1902 — 8 октября 1978), с которой у Артура-младшего не заладились отношения. «Человек не понимает, каким адом этот мир может быть в руках мачехи, которая никогда тебя не хотела и не любила», — написал он в признании, где назвал себя «мальчиком-авантюристом». В конце концов Хатчинс сбежал из дома и какое-то время путешествовал автостопом. В придорожном иллинойсском кафе в Де-Кальбе один посетитель обратил внимание Хатчинса на его схожесть с пропавшим Уолтером Коллинзом. Когда Хатчинса нашла иллинойсская полиция, он отделывался молчанием, и полиция решила, что Хатчинс такая же жертва похищения, как и Уолтер Коллинз, и поэтому стала расспрашивать его про пропавшего мальчика, так как Хатчинс был на вид примерно одного с ним возраста и внешне тоже был похож. Сначала он сказал, что ничего не знает про Уолтера, но потом, поняв, что у него появился шанс попасть в Калифорнию, а оттуда и в Голливуд, заявил, что он и есть Уолтер Коллинз.
Когда обман раскрылся, Хатчинс на два года попал в Государственную школу обучения Айовы для мальчиков в Элдоре. В своём признании он открыто принёс извинения Кристин Коллинз и властям штата Калифорния. Став взрослым, Хатчинс стал продавать концессии на карнавалах. В конечном счёте он стал работать в Калифорнии тренером лошадей и жокеем. Он женился, у него родилась дочь Кэрол. Артур Хатчинс умер от тромба в 1954 году. По словам Кэрол Хатчинс, «папа просто обожал приключения. На мой взгляд, он не мог сделать ничего дурного».

### Преподобный Густав Бриглеб
Д-р Густав А. Бриглеб (англ. Dr. Gustav A. Briegleb; 26 сентября 1881 — 20 мая 1943) — пресвитерианский священник, один из первых в истории радиопроповедников. Пастор лос-анджелесской пресвитерианской церкви Св. Павла на бульваре Джефферсона (район Третьей авеню). Принимал деятельное участие в расследовании многих резонансных преступлений, совершённых в Лос-Анджелесе в 1920—1930-е годы — в частности, выступал с обличениями недобросовестности следствия по делу о похищении Уолтера Коллинза в 1928 году. Добивался освобождения Кристин Коллинз, помещённой в психиатрическую лечебницу за отказ согласиться с версией событий в изложении Департамента полиции Лос-Анджелеса.

### Льюис и Нельсон Уинслоу

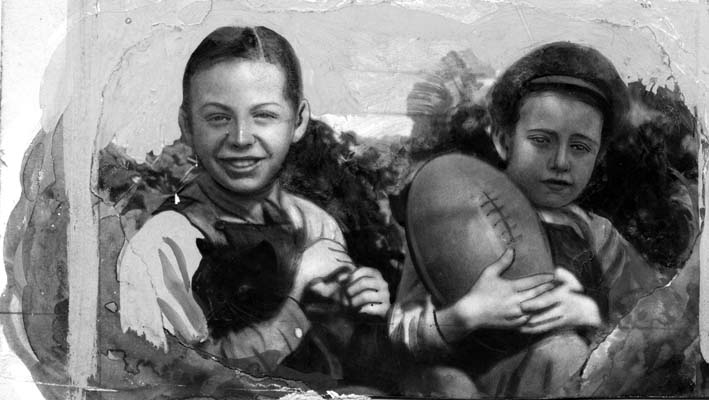
Льюис (слева) и Нельсон Уинслоу, также ставшие жертвами Норткотта

Льюис Генри Уинслоу (англ. Lewis Henry Winslow; предположительно 1916 — предположительно 1928)

Нельсон Горацио Уинслоу-мл. (англ. Nelson Horatio Winslow, Jr; предположительно 1918 — предположительно 1928)
12-летний Льюис и 10-летний Нельсон были сыновьями Нельсона Г. Уинслоу-старшего. Мальчики пропали без вести в Помоне, штат Калифорния, 16 мая 1928 года, когда в половине седьмого вечера ушли из дома и пошли в Слойд Билдинг, который покинули где-то в районе восьми. 19 мая отец мальчиков получил от них письмо, в котором они сообщали ему, что отправляются в Мексику с целью заработать денег на строительстве яхт и аэропланов (письмо было отправлено из Помоны). 26 мая местный предводитель скаутов Г. Гордон Мур предположил, что мальчики могли убежать в соседний городок Империал, чтобы набрать там дынь-канталуп, и принимал активное участие в их поиске. 28 мая Нельсон-старший получил от Льюиса письмо, которое было отправлено из соседнего города Корона. В письме мальчик заверял отца, что они хорошо проводят время, днём спят, а передвигаются ночью, и что ему не нужно о них беспокоиться. Хотя Норткотт и утверждал, что мальчики Уинслоу никогда не были на его ферме и он их не убивал, было доказано, что они на самом деле там присутствовали: на ферме были найдены обугленная страница из журнала об авиации (братья как раз интересовались авиацией), форма скаута (Льюис Уинслоу был скаутом), кепка с ярлыком магазина в Помоне (его владелец вспомнил, что точно такую же кепку он продал одному из братьев Уинслоу) и наконец изъеденные известью кости, которые были идентифицированы как фаланги пальцев ребёнка, возраст которого соответствовал возрасту братьев.
Но после этого началась неразбериха с самим убийством мальчиков. Было установлено, что мальчиков по очереди посадили на стул, а потом одному нанесли удар топором, а другому — молотком (порядок остался невыясненным). В конечном счёте Норткотт признался, что это он убил Льюиса Уинслоу, а Нельсона убил Сэнфорд, что, впрочем, не смягчило вину Норткотта. В день судебного слушания по делу Норткотта Нельсон Уинслоу-старший привёл к зданию суда толпу поддержки, чтобы линчевать Норткотта после заседания. Полиция убедила его распустить толпу, прежде чем Норткотта вывели из здания. Мать мальчиков, как и Кристин Коллинз, также виделась с Норткоттом до его казни, чтобы получить от него окончательное признание в их смерти, но тоже толком ничего не добилась.

### Последствия для города
Фрагменты тел убитых Норткоттом детей были найдены на месте захоронений, сделанных в извести около курятника, — поэтому данный случай и получил название «Вайнвилльские убийства в курятнике». Из-за шумихи вокруг убийств Вайнвилль 1 ноября 1930 года сменил своё название на Мира Лома. Сейчас о прежнем названии города напоминают только улица Вайнвилль-авеню, дорога Вайнвилль-Роуд и Вайнвилль-парк. Сэнфорд Кларк вернулся к себе домой в Саскатун. Саскатунские нотариальные акты указывают, что Сэнфорд Уэсли Кларк умер 20 июня 1991 года и был похоронен на кладбище Саскатун Вудлон 26 августа 1993 года.

## В массовой культуре
- В 2008 году вышел американский фильм «Подмена» (англ. Changeling), снятый Клинтом Иствудом по сценарию Джозефа Майкла Стражински. Хотя в нём и использовались реальные имена, вся история Гордона Стюарта Норткотта (сыгран Джейсоном Батлером Харнером) была в основном сведена к минимуму. На первом плане показана трагическая история Кристин Коллинз (в исполнении Анджелины Джоли), которая безуспешно пыталась доказать, что мальчик, которого ей вернули, не её сын. В фильме изображены почти все ключевые персонажи этой истории, кроме матери Норткотта Сары Луизы Норткотт, которая и была признана виновной в убийстве Уолтера Коллинза.
- В американском телесериале «Мыслить как преступник» в пятом сезоне есть эпизод «Haunted», показанный 30 сентября 2009 года, в котором использовались детали Вайнвилльских убийств, такие как серийный убийца, убивающий маленьких детей и избавляющийся от их тел с помощью негашёной извести.
- В пятом сезоне американского телесериала «Американская история ужасов: Отель» есть эпизод «Дьявольская ночь», показанный 28 октября 2015 года, в котором одна из героинь рассказывает, что её сын был среди похищенных Норткоттом детей и был, предположительно, убит им как и остальные. Сама история убийства показана очень кратко и довольно вольно.
- В американском телесериале «Перри Мейсон» 2020 года от HBO в первом сезоне есть элементы, отсылающие к событиям 1928 года.